# LAPCAT
LAPCAT（英語: Long-Term Advanced Propulsion Concepts and Technologies(LAPCAT)、長期先進推進の概念と技術）は、マッハ数4～8の極超音速飛行航空機用エンジンの製造方法を検討する36ヶ月の欧州FP6研究であった。プロジェクトは2008年4月に終了。これは、欧州委員会の研究開発基金 (ESAではなく) によって資金提供され、700万ユーロであった。
LAPCAT IIは、2008年10年に開始された4年間、1000万ユーロで実施されたプロジェクト。
この研究は、マッハ5ビークルの「詳細な開発ロードマップの定義を可能にする」最初の研究の結果の一部を改良することを目的としたプロジェクト。

## 目的
2つの主要な技術が考慮された:。
- ラム圧縮は、最低使用速度を達成するために追加の推進システムが必要。
- アクティブ圧縮は、マッハ数の制限はあるが、巡航速度まで加速することができる。

主な目的は以下の定義と評価:。
- タービンベースとロケットベースの複合サイクルなど、マッハ 4 ～ 8 の高速飛行のためのさまざまな推進サイクルとコンセプト。
- 重要なテクノロジー:
  - エンジンと航空機の統合性能
  - 質量効率の高いタービンと熱交換器
  - 高圧・超音速燃焼実験
  - モデリング

意図した結果:。
- システムレベルでの高速飛行のための要件と運用条件の定義。
- 超音速・高圧燃焼および流動現象の高速空気力学に特化した専用実験データベース。
- 超音速・高圧燃焼、乱流および遷移現象に対応するための数値シミュレーション ツールによってサポートされた物理モデルの設定と検証。
- 重量性能タービンおよび熱交換器コンポーネントの実現可能性調査。

### 結果
LAPCAT IIで研究されたいくつかの機体の中で、マッハ5ビークルとマッハ8ビークルの2つが新しいコンセプトとして保持された。 